# 傑斯·彼得森
傑斯·萊恩·彼得森（英語：Jace Ryan Peterson，1990年5月9日—），為美國職棒大聯盟的二壘手，目前為自由球員。他先前曾效力過教士、勇士、洋基、金鶯、釀酒人、運動家與響尾蛇等隊。

## 職業生涯

### 聖地牙哥教士
2014年4月25日，因為蔡斯·韓德利受傷，因此彼得森從2A直升大聯盟。他在先發7場比賽後被下放3A，6月6日，隨著二壘手Jedd Gyorko受傷，彼得森再次回到大聯盟。他在先發10場比賽回到小聯盟，整季他53個打數僅敲出6支安打，球季結束後，彼得森到亞利桑那秋季聯盟繼續磨練。

### 亞特蘭大勇士
2014年12月19日，教士隊將彼得森、麥克斯·弗里德、麥勒克斯·史密斯和Dustin Peterson向勇士隊交易賈斯汀·厄普頓和Aaron Northcraft。這年他入選球隊的開幕戰名單。2015年5月16日，彼得森在滿壘敲出大聯盟首轟。整季他的打擊率為2成39，隔年成為勇士隊的主力二壘手。不過彼得森在4月陷入低潮，因此被下放3A調整。6月10日，勇士將二壘手Kelly Johnson交易掉，並讓彼得森重返大聯盟。後來他和Gordon Beckham輪流擔任球隊二壘手，他到2017年在球隊中都擔任工具人角色。

### 紐約洋基
2018年1月5日，彼得森和洋基簽下小聯盟約。他只在洋基隊出賽3場比賽，隨後被下放到小聯盟。由於他拒絕被下放，因此成為自由球員。4月16日，他和洋基重簽小聯盟合約。但他在4月22日遭到球隊指定讓渡。

### 巴爾的摩金鶯
2018年4月24日，金鶯隊從讓渡名單中撿走彼得森。他在金鶯的初登場就敲出一支二壘安打，打回2分打點。該季他在金鶯隊的打擊率為1成95，並敲出3轟與28分打點。球季結束後，彼得森再和金鶯簽下小聯盟合約。2019年7月16日，金鶯將他釋出，但在3天後又和他簽下小聯盟約。整季他的打擊率為2成20，並敲出2轟。10月1日，彼得森成為自由球員。

### 密爾瓦基釀酒人
2019年12月17日，彼得森和釀酒人簽下小聯盟約。2020年8月22日，球隊將布羅克·霍特給指定讓渡，並執行彼得森的合約。
2021年1月13日，彼得森再和釀酒人續約。4月10日，因為寇頓·王受傷，彼得森登上大聯盟。他敲出5支安打後，因為左手拇指進行冷凍手術而進入傷兵名單。5月26日，他被下放3A。之後他在6月8日再度回到大聯盟。
11月30日，他和釀酒人再簽下一年合約。

### 奧克蘭運動家
2022年12月13日，彼得森與運動家簽下2年合約。2023年6月6日，彼得森單場敲出5支安打，並首度達成單場雙響砲。

## 個人生活
彼得森的妻子布里安娜·皮尤（Brianna Pugh）是一名足球選手，其長女在2016年出生。目前彼得森一家居住在路易斯安那州的查爾斯湖。
彼得森的小姨子瑪洛麗·史瓦森是美國國家女子足球隊的成員，其丈夫正是芝加哥小熊隊的游擊手丹斯比·史瓦森。

## 外部連結
- 球員資訊和成績在MLB，ESPN，Baseball-Reference，Fangraphs（英文）